# حادث إطلاق النار على الحدود المصرية الإسرائيلية 2023

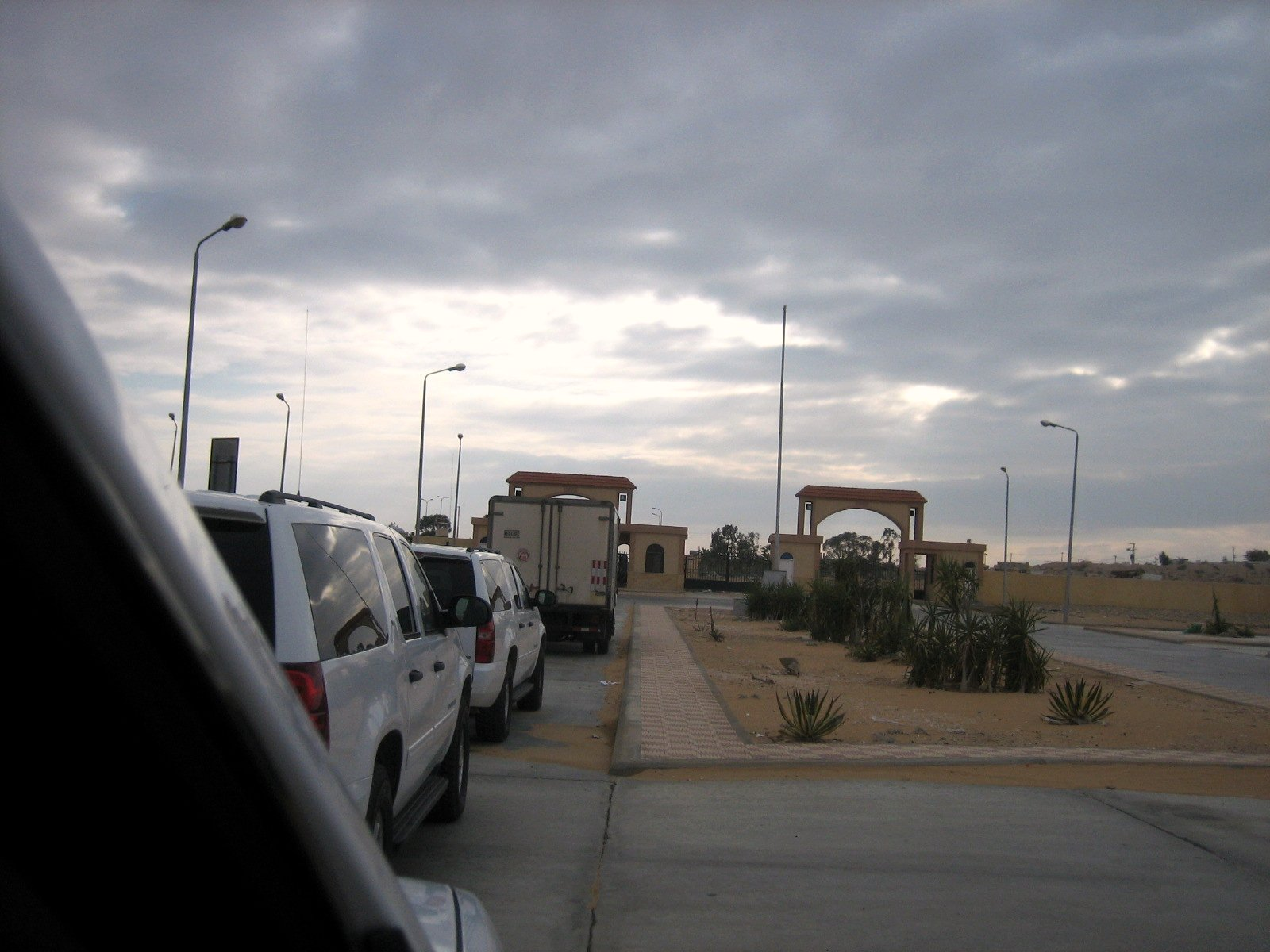
معبر العوجة الحدودي

وقع حادث إطلاق النار في 2023 على الحدود المصرية الإسرائيلية أو هجوم معبر العوجة 2023 عند معبر العوجة عند الحدود بين مصر وإسرائيل (فلسطين المحتلة) حين عبر جندي مصري لداخل «الحدود الإسرائيلية»، وقام بإطلاق النار على جنود تأمين إسرائيليين ما أدى لإشتباك أدى إلى مقتل فرد أمن مركزي مصري وثلاثة عسكريين إسرائيليين وإصابة اثنين آخرين حسب ما أعلنت الجيش الإسرائيلي، وتضاربت الأنباء حول ملابسات الحادث.

## ملابسات الحادث
أفادت الرواية الإسرائيلية للحادث أن شرطيًا مصريًا تسلل في فجر السبت 3 يونيو 2023 متجاوزًا خط الحدود في المنطقة الحدودية بين جبل حريف وجبل ساغي عند معبر العوجة الحدودي «نيتسانا»، وباغت الشرطي جندي ومجندة من جنود التأمين في «كتيبة الفهد» بالجيش الإسرائيلي، في موقع للحراسة في نطاق لواء باران وأطلق عليهما النار من مسافة قريبة ببندقية هجومية فأرداهما قتيلين ويبدو أنهما فوجئا بالهجوم فلم يتمكنا من إطلاق النار ويرجح أن هذا الاشتباك وقع بين الساعة السادسة والسابعة صباحاً. وذكرت تلك المصادر أنه عندما لم يستجيبا للنداء على أجهزة اللاسلكي بعد بضع ساعات، ذهب ضابط إلى الموقع في الساعة التاسعة صباحاً ووجدهما مصابين بطلقات نارية. عندئذ بدأت عمليات تمشيط للمكان وحددت مسيرة موقع المهاجم، وتوجه نحوه قوة عسكرية ووقع تبادل كثيف لإطلاق النار مع المهاجم انتهى بمقتله وإصابة جندي إسرائيلي بجروح خطيرة، نُقل على إثرها إلى المستشفى حيث توفي متأثراً بجراحه، كما أصيب جندي إسرائيلي آخر بجروح طفيفة. وقد نشرت السلطات الإسرائيلية أسماء القتلى وهم:
- رقيب أول. أوري يتسحاق إيلوز (20 عاماً)، دُفن في المقبرة العسكرية في صفد.
- رقيب أول. أوهاد دهان (20 عاماً)، دُفن في المقبرة العسكرية في أوفاكيم.
- رقيب. ليا بن نون (19 عاماً)، دُفنت في المقبرة العسكرية في ريشون لتسيون.

جميع القتلى الإسرائيليين من كتيبة برديلاس وخدموا أيضاً في كتيبة كاركال وكلاهما تتبعان لواء باران ومكلفتان بحماية الحدود الجنوبية.
في حين تأخر إعلان هوية المجند المصري وتبين أنه يدعى محمد صلاح إبراهيم (22 عاماً)، مُقيم في عين شمس، القاهرة وقد سلمت إسرائيل جثمانه إلى مصر ودُفن في مقابر الأسرة بقرية العمار، مركز طوخ، محافظة القليوبية.
كشفت وسائل إعلامية إسرائيلية عن بعض جوانب التحقيق الإسرائيلي لاحقاً، منها أن المجند المصري لم يجتز الحدود متسللاً، بل دخل عبر معبر للطوارئ وأنه خطط لهذا الهجوم بعدما غادر معسكره ليلاً مسلحاً ببندقية كلاشينكوف وست مخازن للذخيرة وعدة سكاكين وقطع 5 كيلومترات متوجهاً نحو الحدود.
ذكر المتحدث العسكري المصري رواية مغايرة حيث قال إن أحد عناصر الأمن المصري اجتاز خط الحدود الدولية أثناء مطاردة عناصر تهريب للمخدرات، وأثناء المطاردة تبادل إطلاق النيران مما نجم عن مقتله ومقتل ثلاثة جنود إسرائيليين وإصابة اثنين وقدم التعازي لأسر المتوفيين.
ويُذكر أن الحادث قد وقع بعد ساعات فقط من إحباط عملية تهريب مخدرات على الحدود بين البلدين.

## منفذ الهجوم

صورة المنفذ

منفذ الهجوم هو محمد صلاح إبراهيم وهو جندي أمن مركزي كان يخدم في منطقة شمال سيناء ولم يكن له انتماءات سياسية وعبر مراراً عن حبه لفلسطين قائلاً «الله مع فلسطين».[أين؟] وكان الجندي يقيم مع والدته وشقيقين في منطقة عين شمس بشرق القاهرة وكان يعمل فني ألوميتال ونجاراً للإنفاق على أسرته بعد وفاة والده.

## ردود الفعل

### رسميًا
القوات المسلحة المصرية: أعلن المتحدث العسكري في بيان:
 وأجرى الفريق أول محمد زكي وزير الدفاع المصري اتصالاً هاتفياً بوزير الدفاع الإسرائيلي يوآف غالانت لبحث ملابسات الحادث وتقديم واجب العزاء في ضحايا الحادث من الجانبين بجانب التنسيق المشترك لاتخاذ ما يلزم من إجراءات لمنع تكرار مثل هذه الحوادث مستقبلاً. وقال مكتب غالانت إنه «أعرب عن تقديره لالتزام وزير الدفاع المصري بإجراء تحقيق مشترك حول تفاصيل الحادث الخطير، وشدد على أهمية التعاون في التحقيق في الهجوم لمنع تكرار مثل هذه الحوادث مستقبلاً».
كما علق رئيس الوزراء الإسرائيلي بنيامين نتنياهو على الحادث في رسالة لوزراء حكومته قائلاً إن الحادثة قرب حدود مصر «استثنائية» مؤكداً أنها لن تؤثر على التعاون الأمني مع القاهرة.
- الجيش الإسرائيلي: أعلن المتحّدث بإسم الجَيش الإسرائيلي أفيخاي أدرعي أن منفذ الهجوم الذي قتل جنوداً من الجيش الإسرائيلي ينتمي إلى الشرطة المصرية وأنه يجري تحقيق بالتعاون الوثيق والكامل مع الجيش المصري.[5][20] وأعلن أسماء الجنود القتلى بالهجوم وهم: ليا بن نون (19 عاماً) والرقيب أوهاد دهان.[21]

### شعبيًا
احتفى العديد من رواد التواصل الاجتماعي بمحمد صلاح، وأطلق البعض عليه اسم «سليمان خاطر الجديد»، في إشارة إلى الجندي سليمان خاطر الذي أطلق النار على مجموعة من الإسرائيليين على الحدود وقتل منهم 7 في عام 1985 م. واعتبر البعض ما قام به محمد هو «رسالة ضد التطبيع مع إسرائيل» ومحاولات غسيل الأدمغة.